# Roderick Blaker
Pour les articles homonymes, voir Blaker (homonymie).
Roderick Blaker B.A., B.C.L. (né le 23 novembre 1936) est un annonceur, avocat, journaliste et ancien député fédéral du Québec.

## Biographie
Né à Montréal, il est élu pour la première fois lors des élections de 1972 à titre de député du Parti libéral dans la circonscription de Lachine. Réélu en 1974 dans Lachine—Bord-du-Lac et dans Lachine en 1979 et en 1980, il ne se représente pas aux élections de 1984.
Durant sa carrière parlementaire, il est secrétaire parlementaire du ministre des Approvisionnements et des Services de 1976 à 1977, du Solliciteur général du Canada de 1977 à 1978 et du ministre du Commerce extérieur en 1984.